# Eospalax baileyi
Eospalax baileyi és una espècie de mamífer rosegador de la família dels espalàcids. És endèmic de l'altiplà del Tibet (Xina), on viu a altituds d'entre 2.800 i 4.200 msnm o més. Anteriorment se'l considerava un sinònim de E. fontanierii, però un estudi basat en les seqüències d'ADN mitocondrial demostrà que era una espècie a part. Es tracta d'un animal subterrani que excava túnels a la cerca d'aliment. Cada mascle construeix un sistema de túnels amb una llargada total d'aproximadament 200 m.